# Hessen
Hessen je zvezna dežela Nemčije s površino 21.110 km² (kar je samo malo več od Slovenije) in nekaj več kot šest milijoni prebivalcev (trikrat več od Slovenije). Njeno glavno mesto je Wiesbaden (do leta 1945 sta bila Darmstadt in Kassel). Največje mesto dežele je Frankfurt ob Majni, ki je tudi eno najpomembnejših nemških mest.
Hessen je geografsko umeščen v osrednji del Nemčije, zato meji na še 6 drugih nemških zveznih dežel: Porenje-Pfalško, Severno Porenje-Vestfalijo, Spodnjo Saško, Turingijo, Bavarsko in Baden-Württemberg.

## Mesta
1. Frankfurt ob Majni: 730 000
2. Wiesbaden: 271 995
3. Kassel: 194 322
4. Darmstadt: 139 698
5. Offenbach na Majni: 119 208
6. Hanau: 88 897
7. Marburg: 79 300
8. Gießen: 74 001
9. Fulda: 63 447
10. Rüsselsheim am Main: 59 703
11. Wetzlar: 52 684
12. Bad Homburg vor der Höhe: 52 171
13. Rodgau: 43 345
14. Oberursel (Taunus): 42 481
15. Dreieich: 40 390
16. Bensheim: 39 205
17. Maintal: 38 370
18. Hofheim am Taunus: 37 827
19. Neu-Isenburg: 35 453
20. Langen: 35 445
21. Limburg ob Lahnu: 33 722
22. Dietzenbach: 33 211
23. Mörfelden-Walldorf: 32 958
24. Viernheim: 32 615
25. Lampertheim: 31 833

## Okrožja
| 1. Bergstraße (HP) 2. Darmstadt-Dieburg (DA) 3. Groß-Gerau (GG) 4. Hochtaunuskreis (HG) 5. Main-Kinzig-Kreis (MKK) (HU) 6. Main-Taunus-Kreis (MTK) 7. Odenwaldkreis (ERB) 8. Offenbach (OF) 9. Rheingau-Taunus-Kreis (RÜD) 10. Wetteraukreis (FB) | 1. Gießen (GI) 2. Lahn-Dill-Kreis (LDK) 3. Limburg-Weilburg (LM) 4. Marburg-Biedenkopf (MR) 5. Vogelsbergkreis (VB) | 1. Fulda (FD) 2. Hersfeld-Rotenburg (HEF) 3. Kassel (KS) 4. Schwalm-Eder-Kreis (HR) 5. Werra-Meißner-Kreis (ESW) 6. Waldeck-Frankenberg (KB) |

## Občine
- Eiterfeld
- Weimar (Lahn)